# Hoogovengas

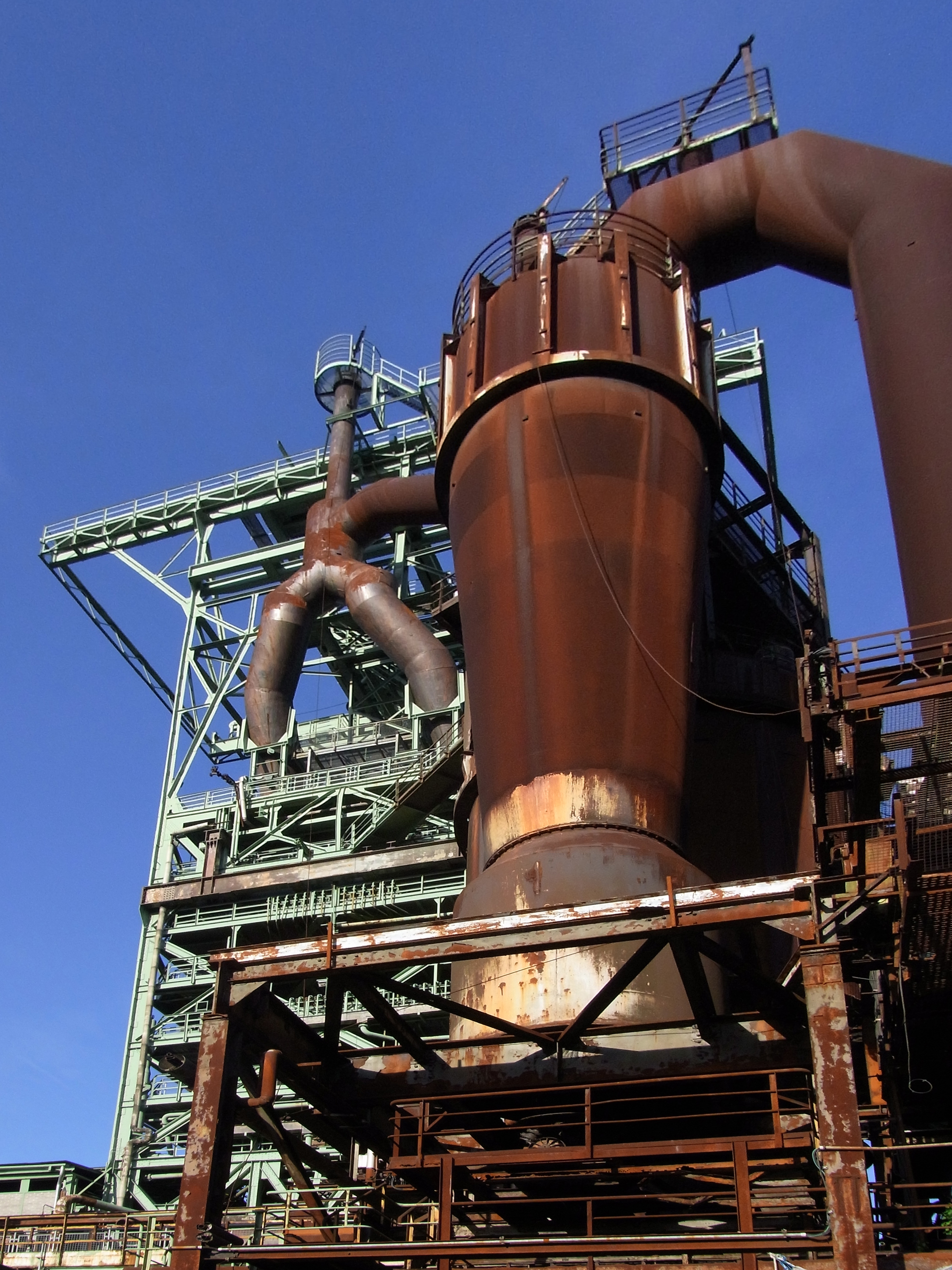
Afzuiging van hoogovengas

Hoogovengas is een bijproduct van de fabricage van staal in een moderne hoogoven. Het komt vrij bij de reductie van ijzererts met cokes tot ruwijzer. 

## Samenstelling
Hoogovengas bestaat ongeveer uit 51 volumeprocent stikstof, 22 vol% koolmonoxide, 22 vol% koolstofdioxide en 5 vol% waterstofgas . 

## Hergebruik
Door de koolmonoxide en het waterstofgas heeft het nog deels een calorische waarde. Het kan gebruikt worden voor verhitting en daarmee elektriciteitsopwekking, vaak onder bijmenging van cokesovengas (dat een hogere calorische waarde heeft aangezien het meer waterstofgas bevat) en oxystaalovengas tot zogeheten hoogovenmenggas. 
Voorbeelden daarvan zijn de centrale Knippegroen van Electrabel, die werkt op hoogovengas van ArcelorMittal te Gent in België en de Velsen 24, 25 en IJmond 1 centrales van Vattenfall te Velsen in Nederland, die werken op hoogovengas van Tata Steel.